# Gebrüder Klingspor
Gebr. Klingspor war eine Schriftgießerei in Offenbach am Main, die von dem Kaufmann Karl Klingspor und seinem Bruder Wilhelm Klingspor geleitet wurde. Sie gehörte neben H. Berthold AG, der Bauerschen Gießerei und der D. Stempel AG zu den bedeutendsten deutschen Schriftenherstellern des 20. Jahrhunderts.

## Unternehmen
Das Unternehmen ging aus der Übernahme der Rudhard’sche Gießerei durch Carl Klingspor im Jahr 1892 hervor. Diese war bereits 1842 von Philipp Rudhard, Johann Peter Nees und Michael Huck gegründet worden. Klingspors Söhne Karl und Wilhelm leiteten die Gießerei, die 1904 (andere Quellen 1906) in Gebr. Klingspor umfirmierte. 1907 gehörte das Unternehmen zu den zwölf Unternehmen, die an der Gründung des Deutschen Werkbunds beteiligt waren.
Karl Klingspor ließ Schriften von bekannten Künstlern und Gestaltern wie Peter Behrens, Otto Eckmann, Otto Hupp, Rudolf Koch, Gerhard Munthe und Walter Tiemann entwerfen und belieferte Druckereien weltweit.

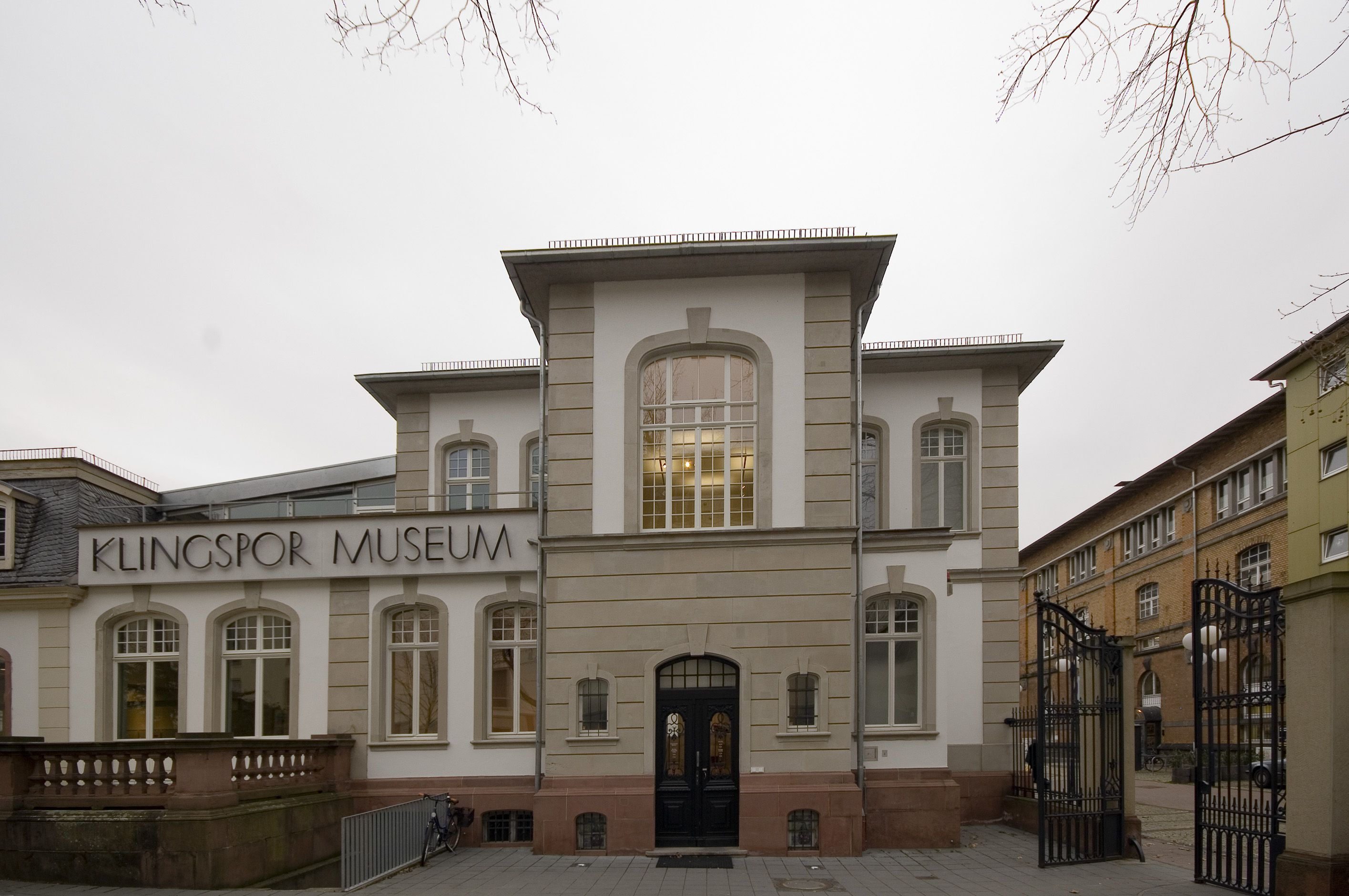
Klingspor-Museum

Ab 1917 beteiligte sich die D. Stempel AG an dem Unternehmen. Seit 1925 wurden außer dem Bleiguss auch Holzschriften und Setzkästen und -regale hergestellt sowie eine Chemigraphische Anstalt eingerichtet. Im selben Jahr starb der Schriftkünstler Wilhelm Klingspor. Bei Bombenangriffen 1944 wurde das Unternehmen zerstört und zahlreiche Vorlagen vernichtet. 1950 starb Karl Klingspor und sein Neffe Karl Hermann übernahm die Leitung des Betriebs. Der Schriftguss wurde 1956 eingestellt und Schriften teilweise von D. Stempel übernommen. Bis zum Konkurs 1984 arbeitete das Unternehmen noch als Graphische Kunstanstalt. Die an die Fa. Stempel übergegangenen künstlerischen Rechte an den Schriftschnitten liegen heute bei der Fa. Linotype in Bad Homburg, die 1985 die Fa. Stempel übernahm.

## Museum
Die Bibliothek aus dem Nachlass Karl Klingspors bildete den Grundstock für die Gründung des Klingspor-Museums 1953 in Offenbach am Main.

## Einige Schriftarten
- Eckmann von Otto Eckmann, 1901
- Behrensschrift von Peter Behrens, 1902
- Windisch Kursiv von Albert Windisch, 1917
- Kabel von Rudolf Koch, 1927
- Koch Antiqua von Rudolf Koch, 1922
- Neuland von Rudolf Koch, 1928
- Offizin von Walter Tiemann, 1952
- Salto von Karlgeorg Hoefer, 1952
- Wilhelm Klingspor von Rudolf Koch, vor 1933 (nach Wilhelm Klingspor benannte gotische Frakturschrift, ursprünglich als Missal oder Sebaldus geplant).